# Иванчо Карасулията
Иван Христов Орджанов, известен като Иванчо Карасулията, Карасулски, Гевгелийски или Дилбер Иванчо, е български революционер, войвода на Вътрешната македоно-одринска революционна организация и на Върховния македонски комитет.

## Биография
Иванчо Карасулията е роден на 21 май 1875 година в село Карасуле (Ругуновец), днес град Поликастро, Гърция. Баща му е от Орджановия род в Петрово, а майка му – от Делиатанасовия род от Бозец. Чичо му Атанас Орджанов е деец на ВМОРО и ВМОК.
Орджанов остава без образование и става хайдутин заедно с Кади Юсеин от Негорци и Молла Идриз от Карасинанци. За кратко е в четата на Мицо Гяваталията. Арестуван е от османските власти през 1896 и прекарва 7 месеца в затвора в Солун. Влиза във ВМОРО, покръстен от свещеник Стамат Танчев, и изпълнява терористични поръчения от Централния комитет. Заедно с Митре Дудуларски от Дудулари по нареждане на Груев убиват ренегата Илия Пейчиновски (Пейчинович) станал сръбски учител и организирал убийството на учителя по химия в Солунската гимназия плевенчанина Христо Ганов.
След като извършват няколко убийства над шпиони, преследвани от властите на 15 септември 1897 година Карасулията, Апостол Петков и Спиро Карасулски стават нелегални, като към тях по-късно се присъединява Христо Узунов от Куфалово. Войвода е Карасулията с подвойвода Апостол Петков, а малката чета е въоръжена от Аргир Манасиев в Смоквица. Към средата на февруари към четата им се присъединяват и Гоно Балабанов от Сехово и Павел Граматиков от Кониково, Стойко от Карасуле, Лазар Делев от Ореховица, Гого Киров и Мито Яков Хаджията от Мутулово, Кольо Мъжкото от Богородица и Коста Мусевски от Костурино. За кратко време четата, която действа в Дойранско, Гевгелийско и Ениджевардарско, всява страх у гъркоманите и турците зулумаджии в района.
Гевгелийският ръководител на ВМОРО Илия Докторов пише:
| „ | Още със сформирането на тая малка нелегална група в нашия край, като мълния се разнесе по всички села в околията, че има революционна чета под войводството на Иванчо Карасулски. Четата започна много тайно да обикаля организираните села. Навсякъде намираха отличен прием. Организираните членове във всички села, където отиваха гледаха на тях като на спасители от турската тирания. В тяхно лице виждаха герои, които са готови да жертвуват живота си за свободата на роба. По селата се надпреварваха кой да ги вземе у дома си. | “ |

През 1898 година пленява богатия турски бей Туран ага от Мемешли и взема 2000 турски лири откуп. Централният комитет с дълги разправии успява да прибере откупа, който четата иска да задържи за себе си и според гевгелийския ръководител Аргир Манасиев Карасулията и Апостол войвода губят доверието на ЦК. Карасулията и Апостол през юни се разделят като единият действа в Гевгелийско, а другият в Ениджевардарско, но и двамата продължават с хайдутлука. Даме Груев настоява за смъртна присъда, но на това се противопоставят гевгелийските и ениджевардарските ръководители на ВМОРО и за да са стегне дисциплината в района е изпратена четата на Михаил Апостолов.
В края на 1898 година Карасулията и Апостол Петков получават задача да ликвидират един от най-големите шпиони в Гевгелийско, околийския лекар грък Димитриос Кивернидис, който е убит от двамата през ноември.
През декември 1899 година четата на Карасулията неуспешно опитва да отвлече богат гъркоманин, собственик на мина, от къщата му във Валандово и с това предизвиква тежката Валандовска афера.
Карасулията заминава за България, където според Ангел Динев е изпратен от ВМОРО, за да бъде неутрализиран заради зачестилите му харамийските изстъпления. Там се сближава с генерал Иван Цончев и се присъединява към Върховния комитет и през пролетта на 1902 година се връща в Гевгелийско и Ениджевардарско като върховистки войвода, заради което влиза в конфликт с Апостол Петков и Аргир Манасиев, които се опитват да го върнат към Вътрешната организация.
През Илинденско-Преображенското въстание в село Корнишор четите на Кръстю Асенов от Кукушкия край и ениджевардарските чети на Апостол войвода и Иван Карасулията се обединяват. Тук пред 250 четници става освещаването на знамето. По време на въстанието води ред сражения в Гевгелийско и Ениджевардарско. На 12 септември четите на Апостол, Иванчо Карасулията и кукушката чета на Гоце Нисторов, общо 103 души, се сражават на връх Гъндач в Паяк с 1200 турски войници. На 13 октомври четите на Апостол, Иванчо Карасулията и Трайко Гьотов в голямо сражение разбиват изпратените срещу тях пехота и кавалерия, събрани от Гевгели, Енидже Вардар и Гумендже. В края на въстанието Иванчо Карасулийски с цялата си чета участва в заснемането на филмите на британския кинооператор Чарлс Нобъл.
Иванчо Карасулията загива заедно с цялата си чета през 1905 година в сражение в местността Джарлов рид край изчезналото днес село Лесково, на гръцки Трия Елата. Спасява се единствено Димитър Колев от Извор.
Сестрин син на Иванчо Карасулията е Антон Югов, ръководител на БКП и министър-председател на България.
Михаил Думбалаков пише за Иванчо Карасулията:
| „ | Млад, красив, строен, левент, този човек, комуто природата бе изсипала всичките си дарове, постигайки в него онази хармония на красотата, еднакво отразена в душата и тялото, му бе отредила и красив жизнен път, изпълнен с борби и подвизи, чиито варианти бяха само легенда... Прословутата му смелост бе импонирала и на турците. Те в душата си адмирираха храбреца, който очароваше с моминската си хубост и красивата арнаутска премяна. Свенлив като селска девойка и неук като нея, Иванчо Гевгелийски си бе спечелил между турците прозвището Гизел Иванчо. Този син на народа, излязъл от неговите недра, бе отразил в себе си всичките му добродетели и нито един от недостатъците му. Безумен храбрец, неговото име само бе обръщало в бягство многочислени потери. Докато Апостол войвода отбягваше честите срещи с турските потери, Иванчо Гевгелийски от своя страна... търсеше противника, предизвикваше сраженията и там показваше неподражаемото си изкуство. Ала чудният юнак, който бе търсил смъртта в открит и честен двубой бе също предателски и подло убит. | “ |

## Памет
На Иван Карасулски е наречена улица в Гевгелийския квартал в София (Карта).

## Загинали четници с Иванчо войвода
- Гого Киров от Мутулово
- Гошко Стоянов Гошев от Лесково[25]
- Димо Руси от Люмница[26]
- Зафо Йосифов Зафиров от Мачуково[27]
- Мицо Вардаровски от Ругуновец[28]
- Мицо Христов Орджанов от Ругуновец[28]
- Стойко Иванов Юруков от Тушин[29]
- Стойко Христов от Ругуновец[28]
- Танчо Джамбазов от Люмница[26]
- Ташо Христов Гольов от Ореховица[25]
- Христо Пампор от Ошин[26]

## Родословие
|  |  |  |  |                          |                          |                          |                          |                          |                          |  |  |                                  |                                  |                                  |                                  | Божко Орджанов                   |                                  |  |  |                           |                           |                           |                           |                           |                           |  |  |                        |                        |                        |                        |                        |                        |  |  |  |  |  |  |  |  |  |  |  |  |  |  |  |  |  |  |  |  |  |  |  |  |  |  |
|  |  |  |  |                          |                          |                          |                          |                          |                          |  |  |                                  |                                  |                                  |                                  |                                  |                                  |  |  |                           |                           |                           |                           |                           |                           |  |  |                        |                        |                        |                        |                        |                        |  |  |  |  |  |  |  |  |  |  |  |  |  |  |  |  |  |  |  |  |  |  |  |  |  |  |
|  |  |  |  |                          |                          |                          |                          |                          |                          |  |  |                                  |                                  |                                  |                                  |                                  |                                  |  |  |                           |                           |                           |                           |                           |                           |  |  |                        |                        |                        |                        |                        |                        |  |  |  |  |  |  |  |  |  |  |  |  |  |  |  |  |  |  |  |  |  |  |  |  |  |  |
|  |  |  |  |                          |                          |                          |                          |                          |                          |  |  | Христо Орджанов                  | Христо Орджанов                  | Христо Орджанов                  | Христо Орджанов                  | Христо Орджанов                  | Христо Орджанов                  |  |  | Атанас Орджанов           | Атанас Орджанов           | Атанас Орджанов           | Атанас Орджанов           | Атанас Орджанов           | Атанас Орджанов           |  |  |                        |                        |                        |                        |                        |                        |  |  |  |  |  |  |  |  |  |  |  |  |  |  |  |  |  |  |  |  |  |  |  |  |  |  |
|  |  |  |  |                          |                          |                          |                          |                          |                          |  |  | Христо Орджанов                  | Христо Орджанов                  | Христо Орджанов                  | Христо Орджанов                  | Христо Орджанов                  | Христо Орджанов                  |  |  | Атанас Орджанов           | Атанас Орджанов           | Атанас Орджанов           | Атанас Орджанов           | Атанас Орджанов           | Атанас Орджанов           |  |  |                        |                        |                        |                        |                        |                        |  |  |  |  |  |  |  |  |  |  |  |  |  |  |  |  |  |  |  |  |  |  |  |  |  |  |
|  |  |  |  |                          |                          |                          |                          |                          |                          |  |  |                                  |                                  |                                  |                                  |                                  |                                  |  |  |                           |                           |                           |                           |                           |                           |  |  |                        |                        |                        |                        |                        |                        |  |  |  |  |  |  |  |  |  |  |  |  |  |  |  |  |  |  |  |  |  |  |  |  |  |  |
|  |  |  |  | Мицо Орджанов (? – 1905) | Мицо Орджанов (? – 1905) | Мицо Орджанов (? – 1905) | Мицо Орджанов (? – 1905) | Мицо Орджанов (? – 1905) | Мицо Орджанов (? – 1905) |  |  | Иванчо Карасулията (1875 – 1905) | Иванчо Карасулията (1875 – 1905) | Иванчо Карасулията (1875 – 1905) | Иванчо Карасулията (1875 – 1905) | Иванчо Карасулията (1875 – 1905) | Иванчо Карасулията (1875 – 1905) |  |  | Анна Орджанова (? – 1920) | Анна Орджанова (? – 1920) | Анна Орджанова (? – 1920) | Анна Орджанова (? – 1920) | Анна Орджанова (? – 1920) | Анна Орджанова (? – 1920) |  |  | Таню Гьошев (? – 1908) | Таню Гьошев (? – 1908) | Таню Гьошев (? – 1908) | Таню Гьошев (? – 1908) | Таню Гьошев (? – 1908) | Таню Гьошев (? – 1908) |  |  |  |  |  |  |  |  |  |  |  |  |  |  |  |  |  |  |  |  |  |  |  |  |  |  |
|  |  |  |  | Мицо Орджанов (? – 1905) | Мицо Орджанов (? – 1905) | Мицо Орджанов (? – 1905) | Мицо Орджанов (? – 1905) | Мицо Орджанов (? – 1905) | Мицо Орджанов (? – 1905) |  |  | Иванчо Карасулията (1875 – 1905) | Иванчо Карасулията (1875 – 1905) | Иванчо Карасулията (1875 – 1905) | Иванчо Карасулията (1875 – 1905) | Иванчо Карасулията (1875 – 1905) | Иванчо Карасулията (1875 – 1905) |  |  | Анна Орджанова (? – 1920) | Анна Орджанова (? – 1920) | Анна Орджанова (? – 1920) | Анна Орджанова (? – 1920) | Анна Орджанова (? – 1920) | Анна Орджанова (? – 1920) |  |  | Таню Гьошев (? – 1908) | Таню Гьошев (? – 1908) | Таню Гьошев (? – 1908) | Таню Гьошев (? – 1908) | Таню Гьошев (? – 1908) | Таню Гьошев (? – 1908) |  |  |  |  |  |  |  |  |  |  |  |  |  |  |  |  |  |  |  |  |  |  |  |  |  |  |
|  |  |  |  |                          |                          |                          |                          |                          |                          |  |  |                                  |                                  |                                  |                                  |                                  |                                  |  |  |                           |                           |                           |                           |                           |                           |  |  |                        |                        |                        |                        |                        |                        |  |  |  |  |  |  |  |  |  |  |  |  |  |  |  |  |  |  |  |  |  |  |  |  |  |  |
|  |  |  |  |                          |                          |                          |                          |                          |                          |  |  |                                  |                                  |                                  |                                  |                                  |                                  |  |  |                           |                           |                           |                           | Антон Югов (1904 – 1991)  |                           |  |  |                        |                        |                        |                        |                        |                        |  |  |  |  |  |  |  |  |  |  |  |  |  |  |  |  |  |  |  |  |  |  |  |  |  |  |